# Xiaomi HyperOS
Xiaomi HyperOS (cinese: 小米澎湃OS; pinyin: Xiǎomǐ Péngpài OS), chiamato anche solo HyperOS (cinese: 小米澎湃OS; pinyin: Xiǎomǐ Péngpài OS), è un  sistema operativo sviluppato da Xiaomi. Unifica l'architettura software di MIUI, Vela OS, Mina OS e il sistema operativo incentrato sulle auto, adattandole per smartphone, dispositivi IoT e altri hardware Xiaomi, comprese le automobili. È stato annunciato il 17 ottobre 2023 e ha debuttato insieme alla serie Xiaomi 14 il 26 ottobre 2023. Ha gradualmente sostituito la MIUI a partire dal 2024.
Nel 2017, Xiaomi stava sviluppando Xiaomi Vela OS da utilizzare. con i propri dispositivi IoT. È basato su NuttX ed è stato annunciato nel 2020. Nel 2019, Xiaomi ha pre-sviluppato Xiaomi Mina OS, un sistema di sicurezza microkernel. Nel 2021, in seguito alla decisione di produrre automobili, Xiaomi ha iniziato a sviluppare un proprio sistema operativo incentrato sulle auto.
Nel 2022, Xiaomi ha deciso di unificare l'architettura software dei suddetti sistemi operativi e HyperOS ha terminato la sua ricerca e sviluppo.
Il nuovo sistema operativo è stato annunciato su X e Weibo il 17 ottobre 2023 e ha debuttato insieme alla serie 14 di Xiaomi il 26 ottobre 2023. HyperOS è stato poi lanciato ufficialmente a Pechino, con l'annuncio del primo lotto di modelli compatibili. HyperOS è stato lanciato a livello globale al MWC 2024 in Spagna.